# Медан, Яаков
Яаков Медан (ивр. יעקב מדן‎, род. 6 июля 1950, Иерусалим) — израильский ортодоксальный раввин, сопредседатель ешивы Хар-Эцион, уважаемый лидер религиозно-сионистской общины, преподаватель Танаха, Гемары и еврейской философии. 

## Биография
Яаков Медан был учеником первого класса ешивы Хар-Эцион и живёт в Гуш-Эционе с 1968 года. Во время службы в армии по программе Иешиват-хесдера он служил в воздушно-десантном пехотном подразделении «Нахаль». Во время войны Судного дня он воевал на Голанских высотах в качестве офицера связи в бригаде Ифтах. 
Медан имеет степень бакалавра педагогических наук колледжа Михлала Иерусалим и степень магистра колледжа Туро. В мае 2023 года он получил почётную докторскую степень Университета Бар-Илана.

## Раввин
4 января 2006 года вместе с раввином Барухом Гиги раввин Медан, наряду с раввином Иехудой Амиталь и раввином Аароном Лихтенштейном стал рош-ешивой. 
Его библейский анализ не уклоняется от тонкого анализа патриархов и других библейских персонажей в новаторских комментариях к Танаху, которые сочетают ясный текстуальный анализ с глубоким знанием географических и исторических реалий, а также обширного корпуса еврейских традиций. Он опубликовал целые книги исследований, посвящённых истории Даниила, Руфи и Батшевы. Значительно более широкий спектр лекций, прочитанных им в ешиве Хар-Эцион, до сих пор не был опубликован в письменном виде.
Он был партнёром в разработке Соглашения Гависона-Медана, проекта конституции Государства Израиль, которая призвана одновременно принести пользу религиозным и светским общинам Израиля (несмотря на их разногласия по ряду вопросов).